# Ramal de les aigües
El ramal de les aigües és un ramal de ferrocarril que es troba als municipis de Montcada i Reixac i Barcelona. Aquest ramal és anomenat aigües perquè el riu Besòs es troba a prop. Connecta la línia de Barcelona a Sant Joan de les Abadesses o línia de Barcelona a Vic amb la línia de Barcelona a Girona. Aquest ramal, doncs, permet connectar Sant Andreu Comtal amb Montcada Bifurcació.
El 2023 el Ministeri de Transports va dotar un pressupost de 144 M€ per adaptar el ramal al soterrament de Montcada i Reixac, aprofitant per fer-ne millores i donar-hi un nou ús.